# Dương Quỳnh Hoa
Dương Quỳnh Hoa, född 1930, död 2006, var en vietnamesisk politiker.
Hon var vice hälsominister 1975. 
Hon var sitt lands första kvinnliga minister.  